# Clásico Chapin
Pour les articles homonymes, voir Chapin.
La rivalité entre le CSD Comunicaciones et le CSD Municipal, également connue sous le nom de Clásico Chapin, se réfère à l'antagonisme entre les deux principaux clubs de football de la ville de Guatemala City, le Comunicaciones créé en 1949 et le Municipal créé en 1936.
Les deux clubs évoluent au stade Mateo Flores.

## Histoire

### Origines de la rivalité
Historiquement, la rivalité entre les deux clubs est sociale. Le Club Social y Deportivo Municipal est supporté par un public à dominante ouvrière à l'inverse du Club Social y Deportivo Comunicaciones qui possède un soutien des classes plus aisées.
À cela s'ajoute une simple rivalité sportive née entre les décennies 1950 et 1980, où les équipes s'adjugent dix-huit titres à elles deux, et qui perdure jusqu'à aujourd'hui.

### Victoire en Ligue des champions
La rivalité se retrouve aussi dans la comparaison de leur palmarès. Le Municipal est l'unique club du pays à avoir remporté la Ligue des champions, lors de l'édition 1974, et offre un motif de satisfaction aux supporters face aux deux finales perdues par le Comunicaciones en 1962 et 1969.

### Parti pris au Mexique
Le football mexicain est extrêmement suivi et aimé au Guatemala, au point que les rivalités mexicaines servent de motifs et d'inspirations à la rivalité locale. Le Comunicaciones possède les couleurs du Club América et le Municipal celles du Chivas de Guadalajara. Les résultats des deux clubs du pays frontalier sont tout autant suivis.

### Champion le plus longtemps contre champion le plus souvent
Le CSD Comunicaciones est champion du Guatemala quatre fois consécutivement entre la saison 1996-1997 et l'Apertura 1999 soit trois ans et demi de règne. Le CSD Municipal remporte cinq championnats de l'Apertura 2004 à l'Apertura 2006, soit un sacre consécutif de plus que son rival, mais pour un règne de deux ans et demi. La rivalité trouve une source de plus dans cette opposition entre le champion en longévité et le champion le plus fréquent.

## Palmarès
| Club           | Supercoupe | Championnat | Coupe | Ligue des champions | Copa Interclubes UNCAF |
| -------------- | ---------- | ----------- | ----- | ------------------- | ---------------------- |
| Comunicaciones | 10         | 24          | 5     | 0                   | 2                      |
| Municipal      | 5          | 28          | 7     | 1                   | 4                      |

Parmi ces titres, certains sont acquis contre le rival. En confrontation directe lors d'une finale ou en confrontation indirecte par le biais d'une place de champion et du rival vice-champion.
- Titres acquis par le Municipal aux dépens du Comunicaciones : 
  - Supercoupe (1) : 1952[2]
  - Championnat (14) : 1951[3], 1955[4], 1966[5], 1976[6], 1992[7], Cl. 2000[8], Ap. 2001[9], Cl. 2002[10], Ap.2003[11], Ap. 2004[12], Ap. 2005[13], Ap. 2006[14], Cl. 2008[15] et Ap. 2009[16].
- Titres acquis par le Comunicaciones aux dépens du Municipal :
  - Supercoupe (4) : 1955, 1960, 1994 et 1997[2].
  - Championnat (12) : 1958[17], 1960[18], 1972[19], 1977[20], 1991[21], 1995[22], 1999[23], Ap. 2000[24], Ap. 2002[25], Ap. 2008[26], Ap. 2010 et Cl. 2011[27].

## Navigation